# Schizocarphus
Schizocarphus là một chi thực vật có hoa trong họ Asparagaceae.